# Dar'ja Petrovna Černyšëva
La contessa Dar'ja Petrovna Černyšëva (San Pietroburgo, 20 settembre 1739 – Tver', 23 dicembre 1802) è stata una nobildonna russa.
Fu dama di compagnia, insignita del titolo di primo grado di Dama dell'Ordine di Santa Caterina. Era sorella della principessa Natal'ja Golicyna e moglie del generale feldmaresciallo Ivan Saltykov.

## Biografia
Era la figlia del conte Pëtr Grigor'evič Černyšëv, figlioccio di Pietro il Grande, e di sua moglie, la contessa Ekaterina Andreevna, figlia del conte Andrej Ivanovič Ušakov.
Visse, per i primi sei anni della sua vita, in Danimarca, a Berlino e a Parigi. Ricevette un'ottima educazione. Parlava correttamente quattro lingue ma non quella russa. Quando tornò, con i suoi genitori, in Russia nel 1765, divenne damigella d'onore dell'imperatrice.

## Matrimonio
Nel 1771 Dar'ja Petrovna sposò un eroe della guerra russo-turca, il tenente generale Ivan Petrovič Saltykov (1730-1809). Ebbero quattro figli:
- Praskov'ja Ivanovna (1772-1859), sposò il senatore Pëtr Vasil'evič Mjatlev (1756-1833), ebbero cinque figli;
- Ekaterina Ivanovna (1776-1815);
- Anna Ivanovna (1777-1824), sposò il conte Grigorij Vladimirovič Orlov (1777-1826), non ebbero figli;
- Pëtr Ivanovič (1784-1813).

Vissero a Berlino, a Dresda, a Bruxelles, a Londra e a Parigi. Nell'estate del 1783 ritornarono in Russia. Con la nomina, nel 1784, del conte Saltykov a governatore generale di Vladimir e di Kostroma, la famiglia per tre anni, visse a Vladimir.
All'incoronazione di Paolo I, Dar'ja Petrovna venne nominata dama dell'Ordine di Santa Caterina di classe I, e suo marito, nel 1797, venne nominato governatore militare di Mosca.

## Morte
Dar'ja Petrovna morì, di indigestione, il 23 dicembre 1802.